# Jerzy Dudek
Jerzy Henryk Dudek, född 23 mars 1973 i Rybnik, är en polsk före detta fotbollsmålvakt.
I finalen av UEFA Champions League 2005 blev han genom sina räddningar i slutet av matchen och under straffsparksläggningen stor hjälte för Liverpool.

## Karriär

### Tidig karriär
Dudek började spela fotboll när han var tolv för Górnik II Knurów. Han gjorde sin debut i det äldsta ungdomslaget när han var sexton år gammal. Två år senare flyttade han vidare till Concordia Knurów i den polska tredje divisionen. Han satte ett målvaktsrekord på 416 minuter i tredje divisionen utan att släppa in ett mål. Efter fyra år i klubben flyttade han till Sokół Tychy och debuterade Legia Warszawa men spelade bara femton matcher innan han lämnade för Feyenoord och Holland.

### Feyenoord
Dudek lämnade Polen 1996 och gick till Feyenoord från Rotterdam, men fick vänta ett år innan han gjorde sin debut, och spelade sedan 140 matcher för klubben. Han vann sin första ligatitel 1998/99 tillsammans med den holländska supercupen efter att ha slagit Ajax i finalen. Dudek blev utsedd till Årets målvakt i Holländska ligan, första icke-holländska spelare att göra det, vilket han upprepade den följande säsongen. Han spelade sin sista match för Feyenoord den 26 augusti 2001, mot just Ajax.

### Liverpool
Dudek anslöt sig till Liverpool i augusti 2001, och ersatte Sander Westerveld som tränare Gerard Houlliers förstaval mellan stolparna. Den följande säsongen höll Dudek nollan flera gånger och hjälpte på så vis Liverpool till andra plats i Premier League bakom Arsenal FC och var tillsammans med Oliver Kahn och Gianluigi Buffon nominerad för Årets målvakt.
Han spelade en avgörande roll i Liverpools vinst i Champions League 2005 och gjorde bland annat en dubbelräddning på Andrij Sjevtjenko chans i slutet på förlängningen som sedan gick till straffar där engelsmännen var starkast. I straffläggningen räddade Dudek Andrea Pirlos straff och även matchavgörande Andrij Sjevtjenko straff. Hans spaghetti-taktik med benen i straffläggningen har blivit en kändis världen över. Han var den tredje polska målvakten att vinna Champions League efter Zbigniew Boniek (med Juventus) och Józef Młynarczyk (med FC Porto).
Dudek tappade förstaplatsen i Liverpool den kommande säsongen till José Manuel Reina efter en armskada. Han gjorde bara 12 framträdanden i Liverpool de kommande två säsongerna och flyttade sedan vidare till Real Madrid. Trots att han anklagat tränaren Rafael Benitez för att ha behandlat honom som en slav, så sa han att han inte hade några "hard feelings" mot klubben och att han bara ville lämna för att han missat att ta en plats i Polens landslag.

### Real Madrid
Han flyttade vidare till Real Madrid men spelade bara några matcher de första två åren. Men hans attityd och hårda arbete gav honom mycket beröm från fans, lagkamrater, tränare och flera spanska journalister. I Real Madrid står Dudek ständigt i skuggan av Iker Casillas och har därför inte spelat mer än 15 matcher på de dryga 3 år han varit i klubben. Dudek är dock mycket populär i den spanska huvudstaden. I slutet av maj 2011 berättar Real Madrid att Jerzy Dudek kommer att spela sin sista match för Real Madrid i matchen mot Almeria den 21 maj.

## Nämnvärda meriter

### Feyenoord
- Eredivisie: 1998/1999
- Holländska supercupen: 1999

### Liverpool
- Engelska Ligacupen: 2002/2003
- Uefa Champions League: 2004/2005
- Uefa Super Cup: 2005
- FA-cupen: 2005/2006
- FA Community Shield: 2006

### Real Madrid
- La Liga: 2007/2008
- Copa del Rey: 2010/2011
- Supercopa de España: 2007/2008